# Argençola
Argençola település Spanyolországban, Barcelona tartományban. Lakosainak száma 237 fő (2024).

## Földrajza
Argençola Santa Coloma de Queralt, Talavera, Montmaneu, Sant Guim de Freixenet, Veciana, Jorba és Sant Martí de Tous községekkel határos.

## Népesség
A település lakosságának változását az alábbi diagram mutatja:
| Lakosok száma | 249  | 568  | 701  | 379  | 192  | 209  | 240  | 212  | 217  | 237  |
|               | 1717 | 1887 | 1936 | 1960 | 1986 | 2004 | 2009 | 2014 | 2019 | 2024 |